# Maronitská archieparchie kyperská
Maronitská archieparchie kyperská je archieparchie maronitské katolické církve s jurisdikcí nad maronitskými věřícími na Kypru.

## Historie
Maronitská komunita se na ostrově Kypru usadila již v 9. století. Posloupnost maronitských biskupů začíná v roce 1357 a před osmanskou okupací ostrova (tj.před r.1571) počet maronitských věřících dosahoval 180.000. Na maronitském synodu v roce 1736 byla kanonicky zřízena Archieparchie Kypr. Po turecké invazi roku 1974 museli maronité opustit sever ostrova a ztratili své tamní kostely. Roku 2010 navštívil ostrov papež Benedikt XVI. V roce 2013 žilo na Kypru 10.400 maronitů a jejich počet mírně roste. V roce 2023 měla kyperská archieparchie 13.465 věřících(z celkového počtu 882.850 obyv., tj.cca 1,5%), 10 diecézních+2řeholní kněze,(12celkem),3 stálé jáhny,2 řeholníky-bratry+2řeholnice ve 12 farnostech. Jejich počet též roste, v letech 1999,2000,2001,2002,2003,2004 a 2006 jich bylo 9, od r.2013 je jich 12 /i v letech 2016,2019 a 2021/

## Seznam eparchů a archieparchů
- Youhanna (zmíněn 1357)
- Jacob Al-Matrity (zmíněn 1385)
- Elias (před 1431 – po 1445)
- Youssef (?–1505)
- Gebrayel Al Qela'î (1505–1516, zemřel)
- Maron (1516–?)
- Antonios (zmíněn 1523)
- Girgis al Hadthy (zmíněn 1528)
- Eliya Al Hadthy (zmíněn 1530)
- Francis (zmíněn 1531)
- Marcos El-Baytomini (zmíněn 1552)
- Girgiss (zmíněn 1562)
- Julios (zmíněn 1567)
- Youssef (?–1588, zemřel)
- Youhanna (1588–1596)
- Moise Anaisi z Akura (1598–1614)
- Girgis Maroun al Hidnani (1614–1634)
- Elias al Hidnani (zmíněn 1652)
- Sarkis Al Jamri (1662–1668, zemřel)
- Stephanos Douayhy (1668–1670, zvolen maronitským antiochijským patriarchou)
- Luca di Carpasia (1671–1673)
- Boutros Doumit Makhlouf (1674–1681)
- Youssef (1682–1687)
- Gabriele Hawa, O.L.M. (1723–1752, zemřel)
- Tubia El Khazen (?–1757, potvrzen maronitským antiochijským patriarchou)
- Elias El Gemayel (?–1786, zemřel)
- Philibos Gemayel (1786–1795, zvolen maronitským antiochijským patriarchou)
- Abdullah Blibl (Abdalla Blaibel) (1798–1842, zemřel)
- Giuseppe Giagia (1843–1878)
- Youssef Al Zoghbi (1883–1890 zemřel)
- Nemtallah Selwan (1892–1905, zemřel)
- Boutros Al Zoghbi (1906–1910, zemřel)
- Paul Auad (1911–1941, rezignoval)
- François Ayoub (1942–1954, jmenován archieparchou aleppským)
- Elie Farah (1954–1986 rezignoval)
- Joseph Mohsen Béchara (1986–1988, jmenován archieparchou v Antelias)
- Butrus Gemayel (1988–2008, rezignoval)
- Youssef Antoine Soueif (2008–2020, jmenován archieparchou tripoliským)
- Selim Jean Sfeir (od 2021)